# サム・ディクソン
サム・ディクソン（Sam Dickson、1989年10月28日 - ）は、ニュージーランドのラグビー選手。

## プロフィール
- ニュージーランド・クライストチャーチ出身[1]。
- ポジションはフランカー(FL)。
- 身長 190cm、体重 97kg

## 略歴
2016年、リオ五輪の7人制ニュージーランド代表に選ばれた。
そして2021年、東京五輪の7人制ニュージーランド代表に選ばれたが、負傷のため、同年7月23日に離脱した。